# Johannes Fischer
Johannes Fischer (Leipzig, 23 d'octubre, 1936- Idem. 24 de febrer, 2019), va ser un pianista, compositor i director de cor alemany.

## Biografia
Fischer era fill del matrimoni entre Rudolf Fischer i la cantant (contralt) Eva Fleischer. Va estudiar al "Ignaz-Günther-Gymnasium" de Rosenheim i a la "Thomasschule" de Leipzig. Després de graduar-se de secundària, va estudiar piano, composició i direcció coral a l'Acadèmia de Música de Leipzig.
El 1980 va esdevenir professor de piano a la Universitat de Música i Teatre de Múnic. També va ser secretari general i vicepresident de la Societat Beethoven de Múnic. De 1972 a 1990 va ser editor de la música per a piano de Ludwig van Beethoven a "Edition Peters". Va continuar aquesta activitat l'any 2005. Fischer va auto-editar les sonates op.31 i op.106 amb comentaris i informes de revisió.
Fischer va morir el 24 de febrer de 2019 a l'edat de 82 anys.